# Parasola misera
Parasola misera (P. Karst.) Redhead, Vilgalys & Hopple) – gatunek grzybów należący do rodziny kruchaweczkowatych (Psathyrellaceae).

## Systematyka i nazewnictwo
Pozycja w klasyfikacji według Index Fungorum: Parasola, Psathyrellaceae, Agaricales, Agaricomycetidae, Agaricomycetes, Agaricomycotina, Basidiomycota, Fungi.
Po raz pierwszy opisał go w 1883 r. Petter Karsten nadając mu nazwę Coprinus miser. W wyniku badań filogenetycznych prowadzonych na przełomie XX i XXI wieku mykolodzy ustalili, że rodzaj Coprinus jest polifiletyczny i rozbili go na kilka rodzajów. Obecną, uznaną przez Index Fungorum nazwę nadali temu gatunkowi Redhead, Vilgalys i Hopple w 2001 r.
Synonimy:
- Coprinus miser P. Karst. 1883
- Coprinus miser f. marasmioides Romagn. 1962
- Coprinus miser var. fulvus Bogart 1975
- Parasola misera f. marasmioides (Romagn.) Lécuru 2019

Władysław Wojewoda w 2003 r. dla synonimu Coprinus miser zaproponował polską nazwę czernidłak delikatny. Po przeniesieniu do rodzaju Parasola nazwa ta stała się niespójna z obecną nazwą naukową.

## Występowanie
Znane jest występowanie Parasola auricoma w  wielu krajach Europy. Jest przeoczany ze względu na niewielkie wymiary. W. Wojewoda w 2003 r. podaje tylko 3 stanowiska na terenie Polski. Później B. Gierczyk podał 3 następne stanowiska. Kilka jeszcze nowszych stanowisk znajduje się w internetowym atlasie grzybów. P. auricoma zaliczony w nim jest do gatunków zagrożonych i wartych objęcia ochroną.
Saprotrof. Rozwija się na odchodach zwierząt roślinożernych.